# PORNOGRAFFITTI 15th Anniversary "ALL TIME SINGLES"
『PORNOGRAFFITTI 15th Anniversary "ALL TIME SINGLES"』（ポルノグラフィティ・フィフティーンス・アニバーサリー・オール・タイム・シングルズ）は、ポルノグラフィティのベストアルバム。2013年11月20日にSME Recordsよりリリースされた。
本作に初収録された新曲「ひとひら」の詳細も本項目で記す。

## 概要
2013年9月8日にメジャーデビュー丸14年を迎え、デビュー15周年イヤーへと突入したポルノグラフィティが2か月連続シングルリリース（「青春花道」「東京デスティニー」）に続いてリリースした、初のオールタイム・ベスト。
メジャーデビューシングル「アポロ」から、39thシングル「東京デスティニー」までの、全シングル41曲（両A面2曲含む）と新曲「ひとひら」を加えた計42曲を完全収録。CDはそれぞれ「Episode Ⅰ」「Episode Ⅱ」「Episode Ⅲ」と名付けられた3枚組となっており、時系列順で楽曲が並べられつつも、ディスクごとにバンドとしてのターニングポイントが見られる構成となっている。
初回生産限定盤（3CD+DVD）と通常盤（3CD）の2形態でのリリース。初回生産限定盤の付属DVDには、「青春花道」「東京デスティニー」のMV、全シングルのCM SPOTを繋ぎ合わせ、メンバーの副音声を入れた「ALL TIME SINGLES CM COLLECTION」が収録されている。
ジャケットのイラストは、デビューシングル「アポロ」にちなんで月面に立てた星条旗のかたわらに立つバズ・オルドリンの写真がもとになっている。
オリコンアルバムチャート（2013年12月2日付）で8thアルバム『∠TRIGGER』以来3年8か月ぶりの1位を獲得した。
2013年12月から2014年3月にかけて本作を引っ提げたアリーナツアー『13thライヴサーキット "ラヴ・E・メール・フロム・1999"』を開催した。

## 収録曲
- 既発曲の詳細は各項目を参照

### CD

#### Episode Ⅰ（Disc 1）
- Tamaを含む3人時代のシングル14曲で構成されている[5]。
- 本ディスクの収録曲は全曲『PORNO GRAFFITTI BEST RED'S』『PORNO GRAFFITTI BEST BLUE'S』に収録されている。

| #         | タイトル                             | 作詞      | 作曲      | 時間  |
| --------- | ------------------------------------ | --------- | --------- | ----- |
| 1.        | 「アポロ」                           | ハルイチ  | ak.homma  | 4:20  |
| 2.        | 「ヒトリノ夜」                       | ハルイチ  | ak.homma  | 4:05  |
| 3.        | 「ミュージック・アワー」             | ハルイチ  | ak.homma  | 4:32  |
| 4.        | 「サウダージ」                       | ハルイチ  | ak.homma  | 4:21  |
| 5.        | 「サボテン」                         | ハルイチ  | シラタマ  | 4:58  |
| 6.        | 「アゲハ蝶」                         | ハルイチ  | ak.homma  | 4:41  |
| 7.        | 「ヴォイス」                         | 新藤晴一  | 本間昭光  | 4:40  |
| 8.        | 「幸せについて本気出して考えてみた」 | 新藤晴一  | Tama      | 4:43  |
| 9.        | 「Mugen」                            | 新藤晴一  | ak.homma  | 4:14  |
| 10.       | 「渦」                               | 新藤晴一  | Tama      | 4:49  |
| 11.       | 「音のない森」                       | 岡野昭仁  | 岡野昭仁  | 4:56  |
| 12.       | 「メリッサ」                         | 新藤晴一  | ak.homma  | 4:34  |
| 13.       | 「愛が呼ぶほうへ」                   | 新藤晴一  | ak.homma  | 4:19  |
| 14.       | 「ラック」                           | 新藤晴一  | Tama      | 3:45  |
| 合計時間: | 合計時間:                            | 合計時間: | 合計時間: | 63:09 |

#### Episode Ⅱ（Disc 2）
- 2人体制となり、主にプロデューサーの本間昭光（ak.homma）が作曲を手掛けていた時代のシングル14曲で構成されている[5]。
- 本ディスクの収録曲は全曲『PORNO GRAFFITTI BEST ACE』『PORNO GRAFFITTI BEST JOKER』に収録されている。

| #         | タイトル                   | 作詞      | 作曲      | 時間  |
| --------- | -------------------------- | --------- | --------- | ----- |
| 1.        | 「シスター」               | 新藤晴一  | ak.homma  | 4:14  |
| 2.        | 「黄昏ロマンス」           | 新藤晴一  | 新藤晴一  | 5:00  |
| 3.        | 「ネオメロドラマティック」 | 新藤晴一  | ak.homma  | 3:51  |
| 4.        | 「ROLL」                   | 岡野昭仁  | 岡野昭仁  | 4:47  |
| 5.        | 「NaNaNa サマーガール」    | 新藤晴一  | 新藤晴一  | 4:02  |
| 6.        | 「ジョバイロ」             | 新藤晴一  | ak.homma  | 4:20  |
| 7.        | 「DON'T CALL ME CRAZY」    | 新藤晴一  | 新藤晴一  | 4:00  |
| 8.        | 「ハネウマライダー」       | 新藤晴一  | ak.homma  | 4:49  |
| 9.        | 「Winding Road」           | 岡野昭仁  | 岡野昭仁  | 4:55  |
| 10.       | 「リンク」                 | 岡野昭仁  | 岡野昭仁  | 4:01  |
| 11.       | 「あなたがここにいたら」   | 新藤晴一  | ak.homma  | 4:07  |
| 12.       | 「痛い立ち位置」           | 新藤晴一  | 新藤晴一  | 4:27  |
| 13.       | 「ギフト」                 | 新藤晴一  | 岡野昭仁  | 4:39  |
| 14.       | 「Love,too Death,too」     | 新藤晴一  | ak.homma  | 4:51  |
| 合計時間: | 合計時間:                  | 合計時間: | 合計時間: | 62:11 |

#### Episode Ⅲ（Disc 3）
- 全作曲を岡野と新藤が手掛けるようになった2008年以降のシングル13曲と後述の新曲「ひとひら」で構成されている[5][10]。
- 本ディスクの収録曲は全曲ベストアルバム初収録。「カゲボウシ」「瞬く星の下で」「青春花道」「東京デスティニー」はアルバム初収録。
- 歌詞カードにおいて、「ゆきのいろ」の3行目の「綺麗」が「綺置」と誤表記されている[11]。

| #         | タイトル                 | 作詞      | 作曲               | 時間  |
| --------- | ------------------------ | --------- | ------------------ | ----- |
| 1.        | 「今宵、月が見えずとも」 | 新藤晴一  | 岡野昭仁           | 4:15  |
| 2.        | 「この胸を、愛を射よ」   | 新藤晴一  | 新藤晴一           | 5:01  |
| 3.        | 「アニマロッサ」         | 岡野昭仁  | 岡野昭仁           | 4:32  |
| 4.        | 「瞳の奥をのぞかせて」   | 新藤晴一  | 岡野昭仁           | 4:29  |
| 5.        | 「君は100%」             | 岡野昭仁  | 岡野昭仁           | 4:04  |
| 6.        | 「EXIT」                 | 新藤晴一  | 新藤晴一, ak.homma | 5:21  |
| 7.        | 「ワンモアタイム」       | 岡野昭仁  | 岡野昭仁           | 4:08  |
| 8.        | 「ゆきのいろ」           | 新藤晴一  | 新藤晴一           | 4:49  |
| 9.        | 「2012Spark」            | 新藤晴一  | 岡野昭仁           | 4:07  |
| 10.       | 「カゲボウシ」           | 岡野昭仁  | 岡野昭仁           | 4:52  |
| 11.       | 「瞬く星の下で」         | 新藤晴一  | 新藤晴一           | 3:49  |
| 12.       | 「青春花道」             | 新藤晴一  | 新藤晴一           | 4:04  |
| 13.       | 「東京デスティニー」     | 岡野昭仁  | 岡野昭仁           | 5:02  |
| 14.       | 「ひとひら」             | 新藤晴一  | 新藤晴一           | 6:43  |
| 合計時間: | 合計時間:                | 合計時間: | 合計時間:          | 65:24 |

### DVD
| #  | タイトル                                                     | 作詞 | 作曲・編曲 | 監督     |
| -- | ------------------------------------------------------------ | ---- | ---------- | -------- |
| 1. | 「青春花道」(Video Clip)                                     |      |            | 竹内鉄郎 |
| 2. | 「東京デスティニー」(Video Clip)                             |      |            | 竹内鉄郎 |
| 3. | 「ALL TIME SINGLES CM COLLECTION」(メンバーによる副音声入り) |      |            | 板屋宏幸 |

## ひとひら
「ひとひら」は、ポルノグラフィティの楽曲。作詞・作曲を新藤晴一が、編曲を宗本康兵とメンバー2人が手掛けている。

### 楽曲について
- 『PORNOGRAFFITTI 15th Anniversary "ALL TIME SINGLES"』のために書き下ろされた新曲で、過去の自分を振り返り、これからを歩もうという2人の思いが込められたミディアム・ロック・バラードとなっている[12][13]。
- 詞曲を手掛けた新藤は「15年で振り返る機会も多いので、自然と"過去"ということがキーワードになってできた曲」「15年目で書けた歌詞」と語っている[7]。また、ポルノグラフィティの楽曲では唯一「桜」が歌詞中に登場する。
- 演奏時間の6分43秒はポルノグラフィティの楽曲の中では最長である。
- NHK『SONGS』（2013年11月30日放送）でテレビ初披露[12]。
- 『13thライヴサーキット “ラヴ・E・メール・フロム・1999"』では桜吹雪が舞い散る中で[14]、ライヴのクライマックスを飾る1曲として披露された[15]。
- 通常バージョンとフォトビデオクリップの2種類のMVが制作された[15]。通常バージョンは2014年4月8日にShort Ver.がポルノグラフィティ Official YouTube Channelで公開された[16]。フォトビデオクリップは『"ひとひらの思い出"プロジェクト』[17]と題して、ポルノグラフィティ公式サイトで2014年3月から5月にかけて募集された大切な思い出写真とそれにまつわるエピソードによって創り上げたもので、2014年8月6日にポルノグラフィティ Official YouTube Channelで公開された[17][18]。

### 演奏参加
Porno Graffitti
- 岡野昭仁：Vocal, Chorus
- 新藤晴一：Guitar

Additional Musicians
- Drums：松永俊弥
- Bass：根岸孝旨
- Strings：弦一徹 Strings

- Piano&Other Instruments：宗本康兵